# Back to Mine: Audio Bullys
Back to Mine: Audio Bullys – pierwszy album kompilacyjny brytyjskiego zespołu muzycznego Audio Bullys.

## Lista utworów
| Nr  | Tytuł utworu                   | Długość |
| --- | ------------------------------ | ------- |
| 1.  | „My Girl”                      | 2:46    |
| 2.  | „Renegade Master”              | 4:26    |
| 3.  | „Diamond Rings”                | 2:32    |
| 4.  | „Who's That Bad Man?”          | 2:40    |
| 5.  | „Peaches”                      | 4:11    |
| 6.  | „Out of Space”                 | 3:56    |
| 7.  | „Golden Brown”                 | 3:24    |
| 8.  | „Strange Behaviour”            | 3:46    |
| 9.  | „Blank Expression”             | 2:07    |
| 10. | „Dub War”                      | 4:55    |
| 11. | „All Day and All of the Night” | 2:18    |
| 12. | „Up the Junction”              | 2:58    |
| 13. | „Live Your Life With Me”       | 5:57    |
| 14. | „Find the Path (In Your Mind)” | 4:00    |
| 15. | „What You Won't Do for Love”   | 4:44    |
| 16. | „Mercy Mercy Me (The Ecology)” | 3:09    |
| 17. | „All Burnt Out”                | 4:51    |
| 18. | „God Only Knows”               | 2:47    |
|     |                                | 1:05:27 |